# Rivière Iroquois (Indiana et Illinois)
Pour les articles homonymes, voir Iroquois (homonymie).
La rivière Iroquois ou rivière des Iroquois est un cours d'eau qui coule dans les États de l'Indiana et de l'Illinois aux États-Unis et est un affluent du Kankakee.

## Géographie
La rivière Iroquois prend sa source dans le Comté de Jasper situé dans l'Indiana. La rivière s'écoule ensuite dans le comté de Newton puis entre dans l'État voisin de l'Illinois dans le Comté d'Iroquois.
La rivière Iroquois se jette ensuite dans la rivière Kankakee à la hauteur de la ville de Kankakee.
La rivière Iroquois contribue au bassin fluvial du fleuve Mississippi, car la rivière Kankakee est un affluent de la rivière Illinois, elle-même affluent du fleuve Mississippi.

## Étymologie
Son nom lui fut donné par les explorateurs français et coureurs des bois canadiens-français quand ils arpentaient cette région septentrionale de la Louisiane française et des Grands Lacs, à l'époque de la Nouvelle-France.